# Weston (Missouri)
Weston – miasto w Stanach Zjednoczonych, w stanie Missouri, w hrabstwie Platte.